# Jidala
Jidala, qui peut s'écrire aussi Dyidala ou Djidala, est un village Guinéen du Fouta Jallon situé dans la préfecture de Lélouma sous-préfecture de Balaya. C'est aussi le chef-lieu et missiide du district de même nom.

## Son district
Relèvent du district de Jidala les villages suivants :
- Jidala (misiide)
- Maagoo
- Dawda
- Tuppe
- Buruwi
- Tammbaren.

## Ses concessions
Jidala (misiide) compte à son tour plusieurs concessions :
- Juulirde
- Hoore Jiidaala
- Ndantawi
- Hoore Ndantawi
- Deguya
- Jiidaala
- Fulaya
- Maareya
- Hoore Wummban
- Kinndan
- Korawel
- Botoku
- Gadha Boto.
- Kalya

## Sa population
Ce village est peu peuplé par rapport à l'importante communauté qu'il compte à travers le monde notamment au Sénégal, en Gambie, en Guinée-Bissau mais aussi à Labé chef-lieu de la région.